# Juliusz Owidzki

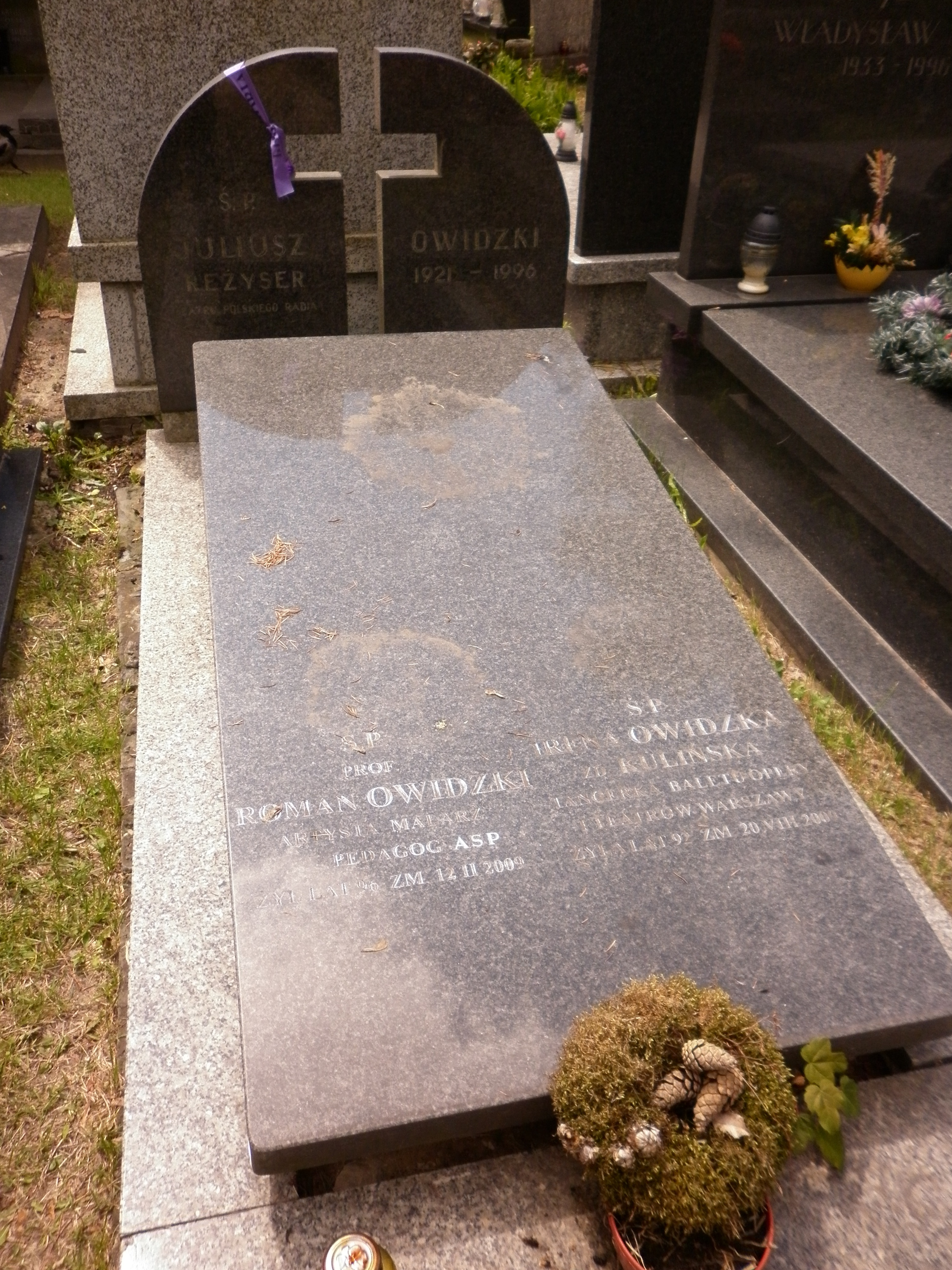
Grób Juliusza Owidzkiego na Cmentarzu Wojskowym na Powązkach

Juliusz Owidzki (ur. 1 lipca 1921, zm. 12 sierpnia 1996 w Warszawie) – polski reżyser radiowy.

## Życiorys
Studiował po wojnie prawo na Uniwersytecie Warszawskim; ale dyplomu nie uzyskał. Przez całe życie zawodowe związany z Teatrem Polskiego Radia, w którym pracował od roku 1949 aż do emerytury w roku 1986, przechodząc wszystkie szczeble kariery zawodowej – od inspicjenta do dyrektora i głównego reżysera w latach 1977-1986.
W dorobku ma liczne adaptacje dla radia literatury polskiej (m.in. Sienkiewicza) i obcej (fantastyka naukowa, którą się pasjonował; spektakle kryminalne „Teatru Zielone Oko”). Szczególnie upodobał sobie twórczość Fredry, którego sztuki wielokrotnie inscenizował. Współpracował z najwybitniejszymi aktorami polskimi, m.in. z Gustawem Holoubkiem, Aleksandrem Bardinim, Andrzejem Szczepkowskim, Janem Świderskim.
Przez wiele lat współpracował także z Telewizją Polską, początkowo z redakcją teleturniejów (gdy miała ona samodzielny byt; istniał wówczas zespół twórczy „OZETES”: Owidzki, Zakrzewski, Taczanowski, Serafinowicz), później tylko z redakcją teleturnieju „Wielka gra”. Był autorem pytań, kilkakrotnie też zastąpił prezenterów niektórych teleturniejów. 
Miłośnik wszelkiego typu gier i szarad. Współautor wydanej z Ryszardem Serafinowiczem książki Gry, zabawy, quizy (1965). Zapalony brydżysta i pokerzysta. W ostatnich latach życia zmagał się z ciężką choroba płuc i serca. Pochowany na cmentarzu Powązki Wojskowe w Warszawie (kwatera G-14-4).

## Nagrody i wyróżnienia
W uznaniu osiągnięć twórczych otrzymał wysokie odznaczenia państwowe, m.in. order Polonia Restituta. W 1994 został wyróżniony przez Zespół Artystyczny Teatru Polskiego Radia nagrodą Honorowy Wielki Splendor.